# Kościół Katolicki Mariawitów w Kamerunie
Kościół Katolicki Mariawitów w Kamerunie (fr. Église Catholique Mariavite au Cameroun) – kościół mariawicki działający w Kamerunie.

## Charakterystyka
Mariawityzm w Afryce pojawił się po II wojnie światowej w koloniach francuskich w związku z działalnością misyjną na tych obszarach biskupów mariawickich z Francji. 
Kościół Katolicki Mariawitów w Kamerunie powstał w 2001. Został założony przez misjonarzy mariawickich z Gabonu, reprezentujących Wikariat Apostolski Kościoła Katolickiego Mariawitów w Afryce obejmujący swoją jurysdykcją: Benin, DRK, Gabon, Kamerun, Kongo i Togo.
Od 2002 na czele Kościoła Katolickiego Mariawitów w Kamerunie stoi arcybiskup Ruben Nlondock. Zwierzchnik wspólnoty rezyduje w Jaunde, gdzie znajduje się też katedra pod wezwaniem Najświętszej Maryi Panny z Góry Karmel.  
Kościół administracyjnie stanowi metropolię, która składa się z jednej archidiecezji (Jaunde), 11 parafii i klasztoru. Wspólnota liczy około 2000 wiernych.

## Podział administracyjny Kościoła
- Archidiecezja Kamerunu
  - Parafie
    - parafia katedralna Najświętszej Maryi Panny z Góry Karmel w Nkolfoulou w Jaunde
    - parafia św. Michała w Lepse
    - parafia Chrystusa Króla w Minkan (Lolodorf)
    - parafia św. Jana Apostoła w Ntui
    - parafia św. Bonawentury w Minkan (Jaunde VI)
    - parafia Najświętszej Maryi Panny Królowej Apostołów w Baliama
    - parafia Najświętszej Maryi Panny Nieustającej Pomocy w Makek (Edéa-Littoral)
    - parafia św. Benedykta w Mbalmayo
    - parafia Matki Bożej Anielskiej w Lindoï
    - parafia św. Anuarity w Esse
    - parafia św. Augustyna w Mindzie

  - Klasztory
    - klasztor w Kribi

## Dane adresowe
- Cathédrale Notre Dame du Mont Carmel
- B.P. 4634 – Yaoundé